# Canal Beagle
Pour les articles homonymes, voir Beagle (homonymie).
Le canal Beagle (également dénommé canal de Beagle, canal du Beagle et Onashaga ou Onasgiaga en langue yagan) est un chenal fuégien de l'extrême sud du continent américain, situé entre les méridiens 68° 36′ 38,5″ O et 66° 25′ 00″ O, qui sépare la grande île de la Terre de Feu des îles Hoste et Navarino au sud. Sa partie occidentale appartient au Chili, et sa partie orientale constitue la limite internationale entre l'Argentine au nord et le Chili au sud.

## Caractéristiques
Le canal Beagle mesure environ 240 km de longueur. Sa largeur minimale est d'environ 1,5 kilomètre. Cet endroit très étroit se situe dans le passage Mac-Kinlay entre l'île chilienne de Navarino et l'île argentine Gable. Si l'extrémité orientale du canal, c'est-à-dire entre la grande île de la Terre de Feu et l'île Picton, se trouve dans l'océan Atlantique, la majorité de ce détroit constitue une dépendance de l'océan Pacifique (la limite entre les deux océans correspond au méridien du cap Horn, soit 67° 17′ de longitude ouest). À l'ouest, il est prolongé par la passe de Darwin.
Bien qu'il soit navigable par de gros navires, il existe d'autres routes au sud (passage de Drake) et au nord (détroit de Magellan). Quelques petites îles près de son extrémité orientale furent longtemps l'objet d'un conflit territorial entre le Chili et l'Argentine. D'après le traité de paix et d'amitié de 1984, signé entre les deux pays après l'arbitrage du pape Jean-Paul II, elles font désormais partie du Chili.

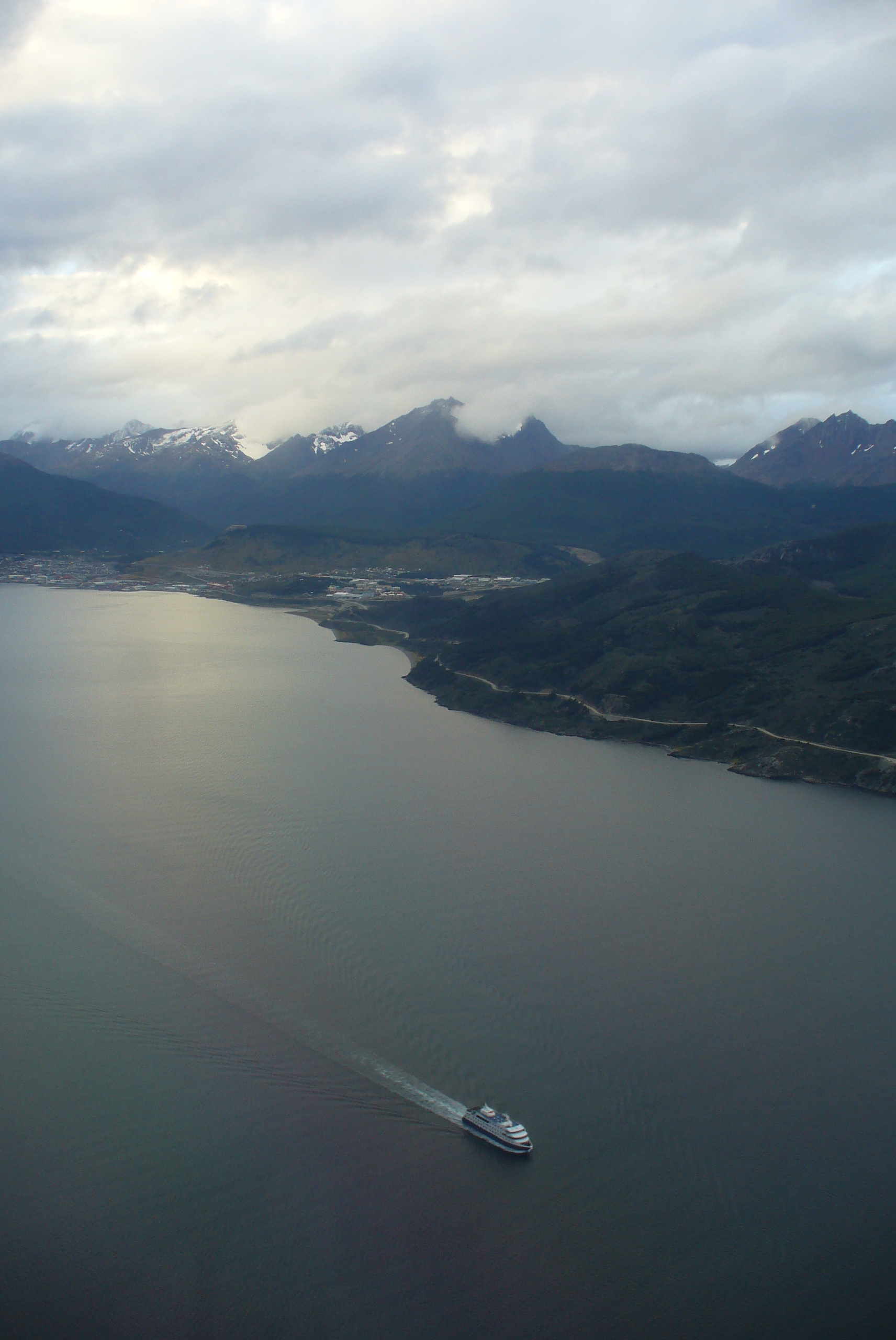
Vue aérienne avec Ushuaïa en arrière-plan.
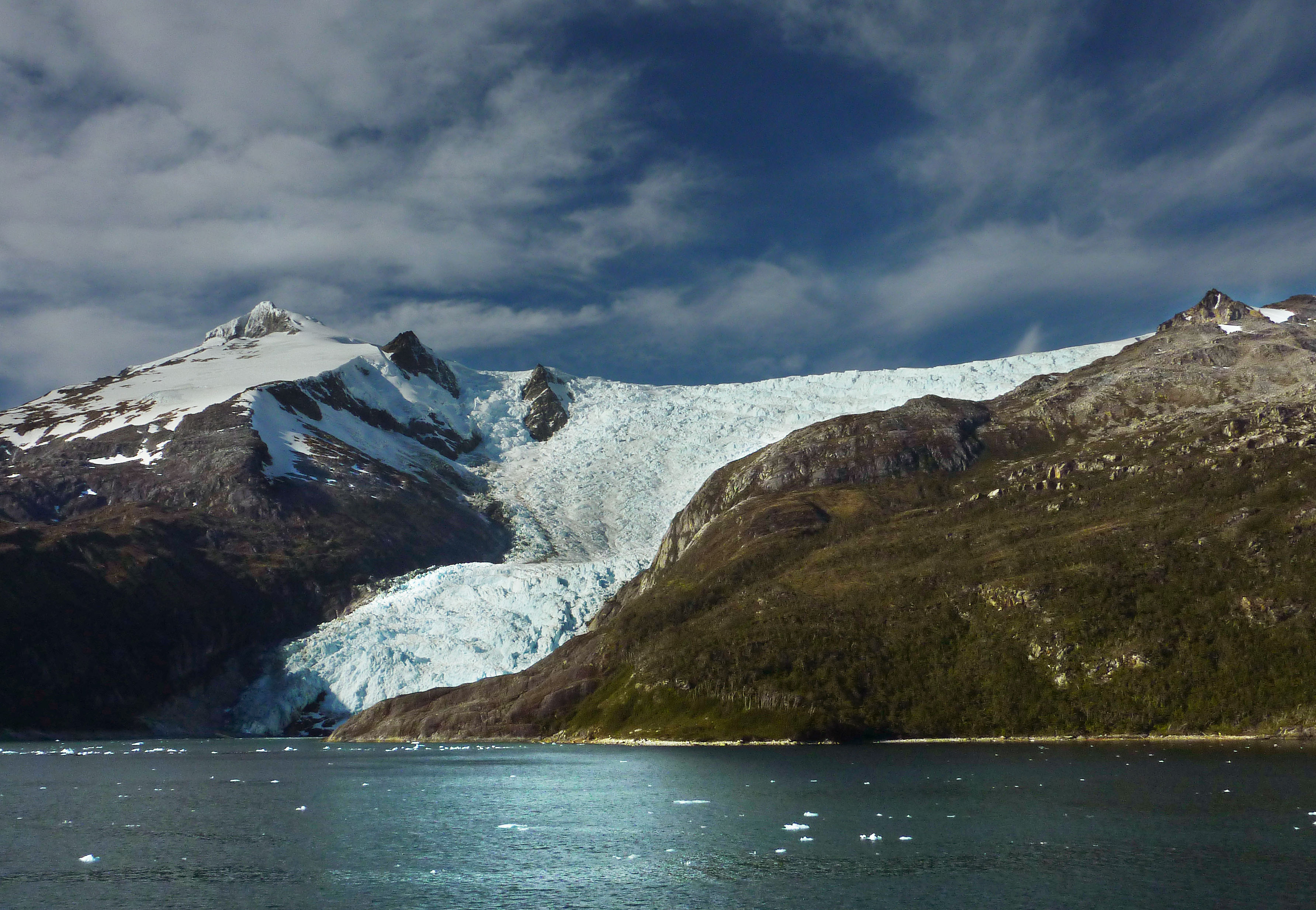
Glacier Italia vu depuis le canal Beagle.
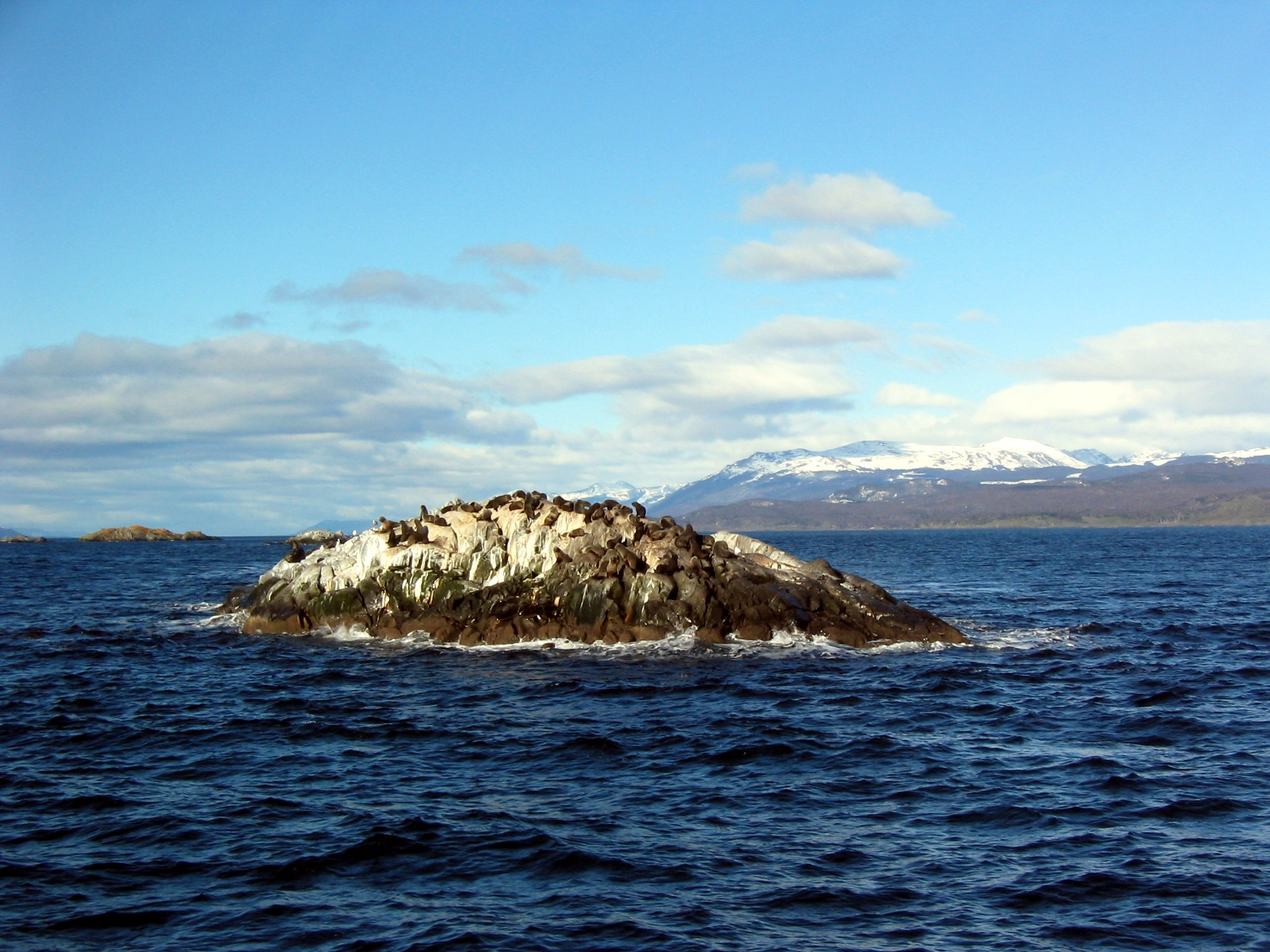
Lions de mer sur l'Isla de los Lobos dans le canal Beagle.
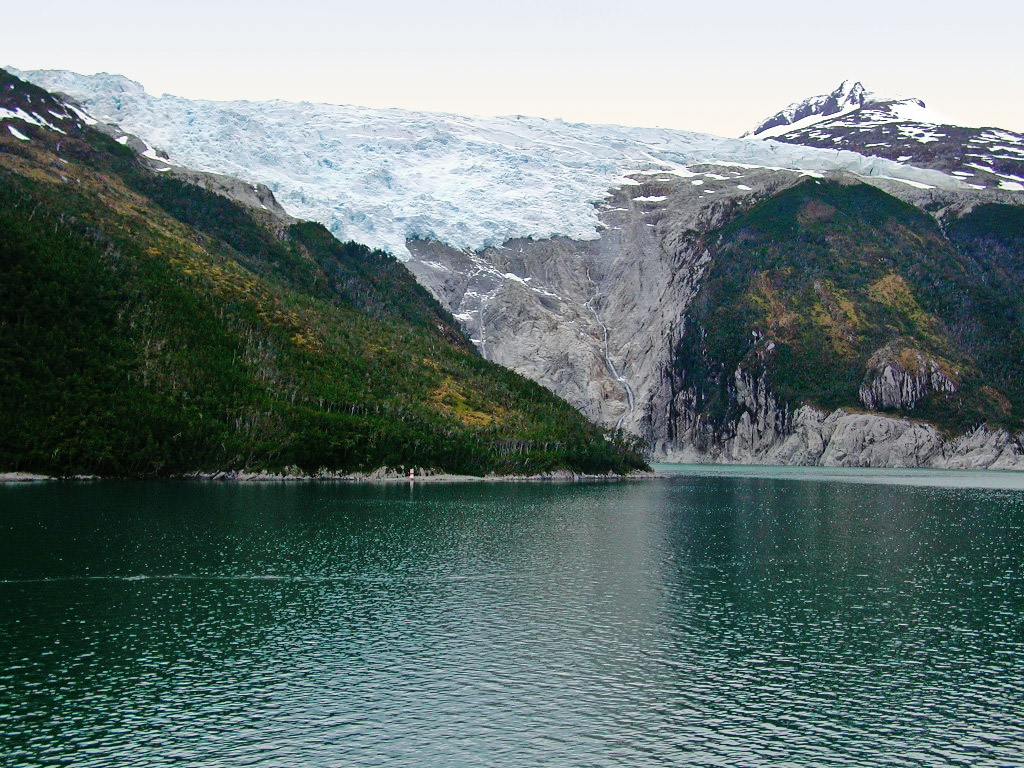
Glacier sur la côte nord du canal Beagle.
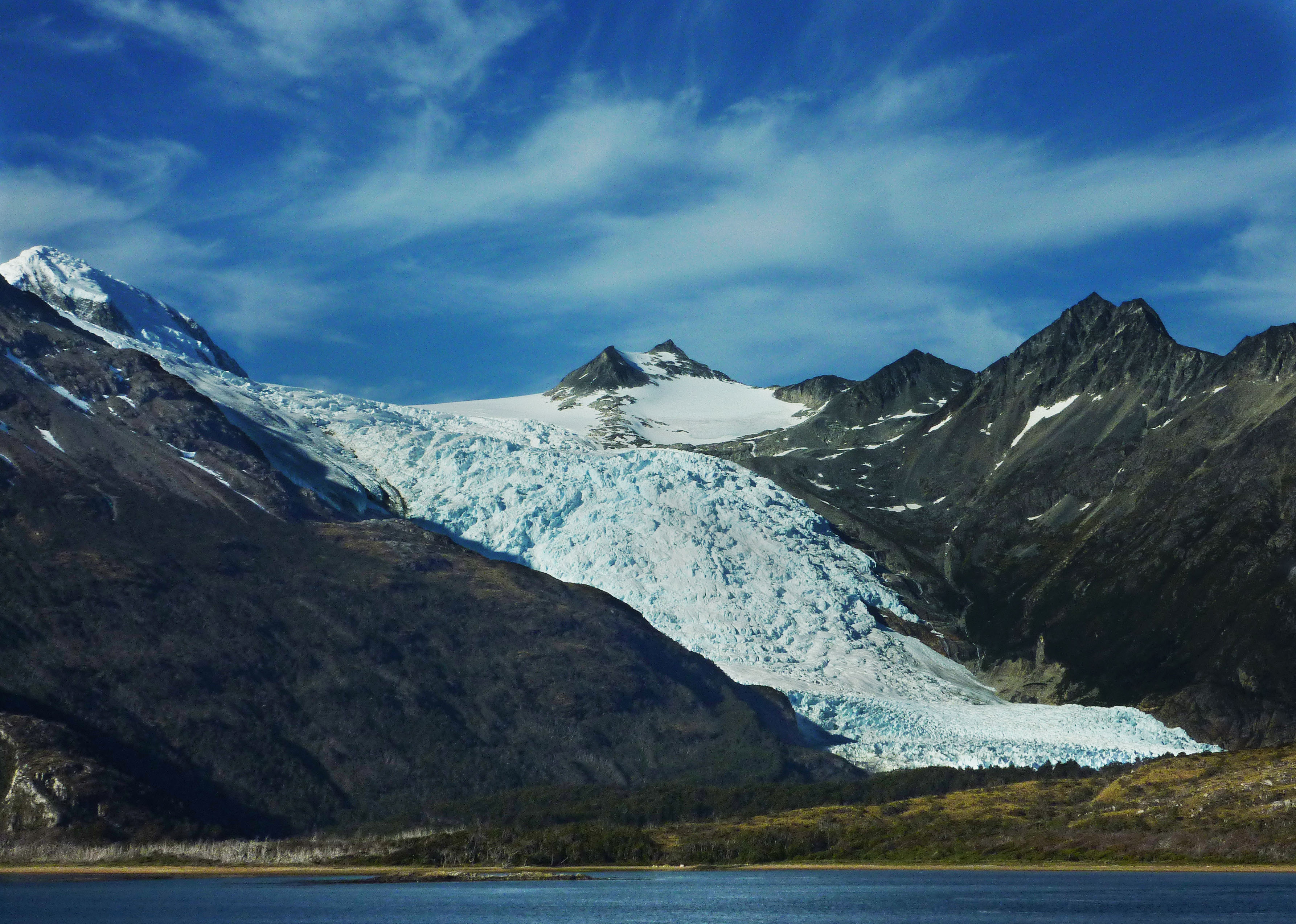
Vue du glacier Holanda depuis le canal Beagle.
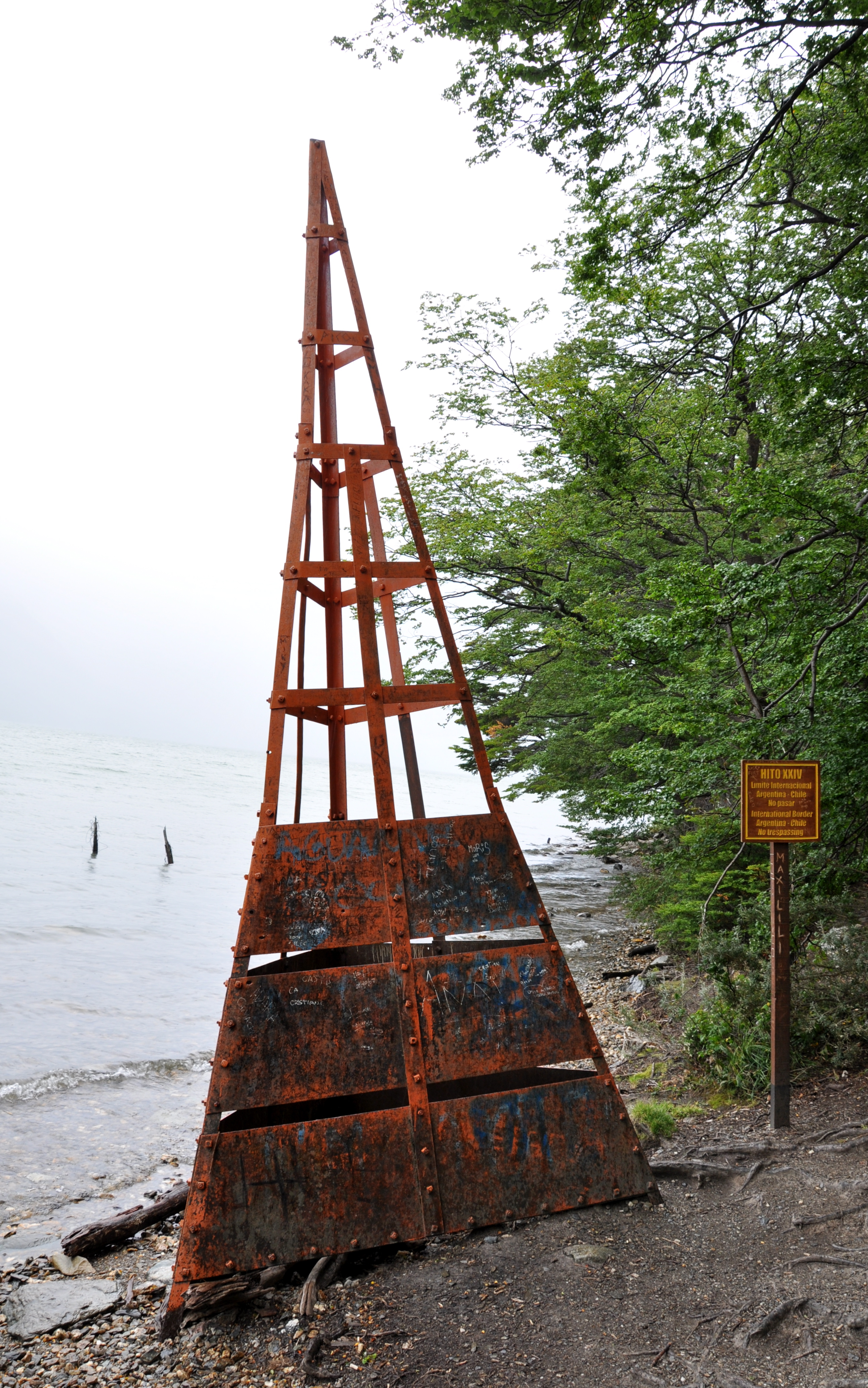
Borne frontière hito XXIV sur la berge de la Terre de Feu, vue du côté argentin.

## Démographie
Les principaux lieux d'habitation sur les rives du canal sont Puerto Williams (Chili), Puerto Almanza (Argentine) et Ushuaïa (Argentine).

## Histoire

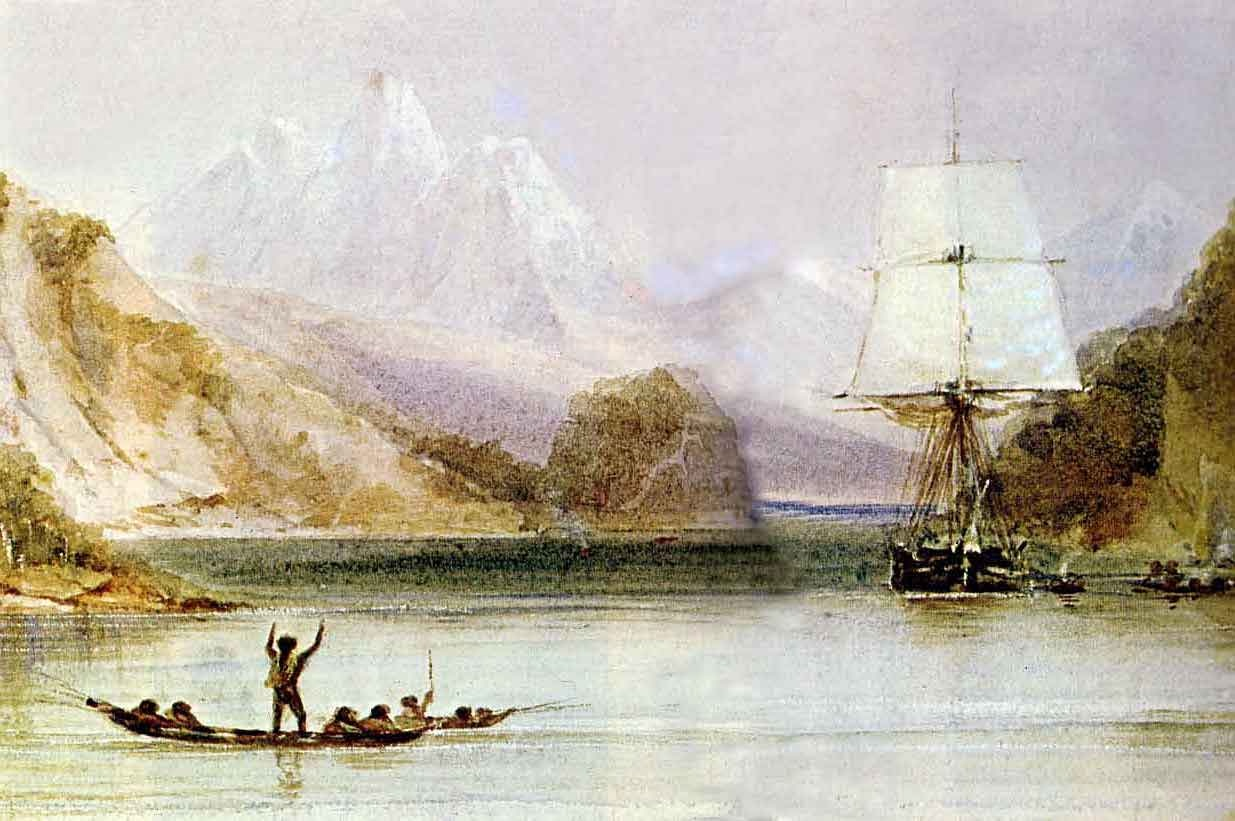
Le dans les eaux de la Terre de Feu, peinture de Conrad Martens

Le canal doit son nom au navire britannique HMS Beagle qui prit part à deux missions hydrographiques (de 1826 à 1836) sur les côtes méridionales de l'Amérique du Sud au début du XIXe siècle.
Durant la première mission, sous la direction du chef d'escadre australien Philip Parker King, le commandant du Beagle, Pringle Stokes, se suicide et est remplacé par le capitaine Robert FitzRoy.
C'est lors de la seconde mission que le commandant FitzRoy emmène à son bord le naturaliste Charles Darwin, qui eut ainsi l'occasion d'observer l'environnement et ses habitants, d'en faire le récit et de collecter et envoyer à Londres lors des escales, d'innombrables pièces de collection d'histoire naturelle, géologiques, paléontologiques, botaniques, zoologiques et anthropologiques.
En 1930, le paquebot allemand SS Monte Cervantes (en) coule après avoir heurté un rocher dans le canal. Ce naufrage n'a fait qu'une seule victime : son commandant le capitaine Theodor Dreyer.
Parmi les nombreuses autres épaves qui gisent dans le canal Beagle, celle du Logos est aujourd'hui encore visible par 54° 58′ 12″ S, 67° 07′ 26″ O. Ce navire danois avec 139 occupants, transformé en bibliothèque flottante par une organisation missionnaire chrétienne « Operation Mobilization », s'est échoué sur un banc rocheux de l'îlot Snipe, le 4 janvier 1988 sans faire de victime.

Le conflit de Beagle
Le conflit du Beagle est un différend territorial entre l'Argentine et le Chili concernant le tracé de l'embouchure orientale du canal de Beagle, qui affectait la souveraineté des îles situées à l'intérieur et au sud du canal, et à l'est du méridien du Cap Horn ainsi que les espaces maritimes adjacents.
Les premiers antécédents du conflit remontent à 1888, alors que la région était encore imparfaitement connue et cartographiée. En 1901, apparaît la première carte argentine sur laquelle certaines des îles en question figurent comme étant sous souveraineté argentine. Malgré la petite taille des îles, leur valeur stratégique entre les océans Atlantique et Pacifique est très importante.
Le conflit atteint son paroxysme le 22 décembre 1978 lorsque la junte militaire argentine ordonne l'opération Soberanía (« Souveraineté »). Une intervention du Vatican évite finalement la guerre et conduit à une médiation aboutissant à la signature du traité de paix et d'amitié le 29 novembre 1984, résolvant finalement le conflit entre les deux pays.

## Panorama

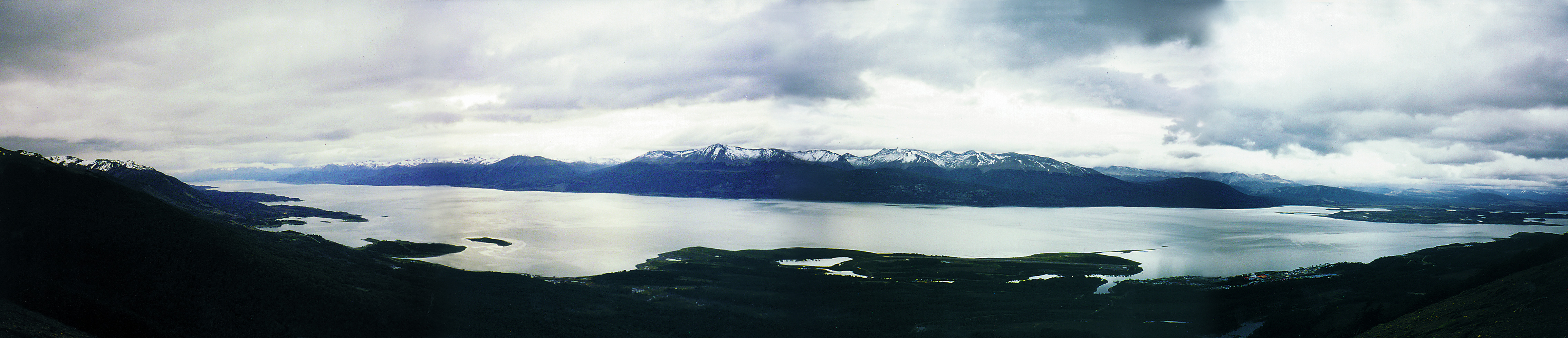
Panorama du canal Beagle depuis Puerto Williams (Chili) vers la Terre de Feu

## Traversée du canal du Beagle
Le 2 mars 2020, la chilienne Bárbara Hernández devient la première femme à traverser le canal de Beagle à la nage : elle parcourt les 9,4 kilomètres en 1 heure 55 minutes, dans une eau en moyenne à 7,9 °C,.